# 馬古德區
25°01′23″S 32°38′53″E / 25.02306°S 32.64806°E

馬古德區（葡萄牙語：Magude），是莫桑比克的行政區，位於該國南部，由馬普托省負責管轄，首府設於馬古德，面積7,010平方公里，2007年人口53,317，人口密度每平方公里7.6人。